# Campeonato Sergipano de Futsal

O Campeonato Sergipano de Futsal é uma competição realizada por clubes de futebol de salão do estado de Sergipe desde 2003, organizado pela Federação Sergipana de Futsal (FSFS).
Historicamente possui um torneio preparatório chamado, por motivos de patrocínio, de Copa TV Sergipe de Futsal e o Circuito Correios de Futsal. O torneio possui cobertura do departamento esportivo do G1 Sergipe, portal de comunicação das associações Globo,

## Edições
| Edição | Ano  | Campeão             | Vice campeão        |
| 1ª     | 1971 | Atlética            | Vasco-SE            |
| 2ª     | 1988 | Confiança           |                     |
| 3ª     | 1989 | Confiança           |                     |
| 4ª     | 1990 | Independente        | Confiança           |
| 5ª     | 1991 | Confiança           | —                   |
| 6ª     | 1992 | Confiança           | —                   |
| 7ª     | 1993 | Coritiba            | —                   |
| 8ª     | 1994 | Coritiba            | —                   |
| 9ª     | 1995 | Coritiba            | —                   |
| 10ª    | 1996 | Coritiba            | —                   |
| 11ª    | 1997 | Coritiba            | —                   |
| 12ª    | 1998 | Coritiba            | União Simãodiense   |
| 13ª    | 1999 | Coritiba            | —                   |
| 14ª    | 2000 | União Simãodiense   | Palmeiras de Gararu |
| 15ª    | 2001 | Confiança           | Palmeiras de Gararu |
| 16ª    | 2002 | Palmeiras de Gararu | —                   |
| 17ª    | 2003 | Palmeiras de Gararu | —                   |
| 18ª    | 2004 | Real Moitense       | São José            |
| 19ª    | 2005 | Real Moitense       | —                   |
| 20ª    | 2006 | Real Moitense       | Unit Futsal         |
| 21ª    | 2007 | Real Moitense       | Itabaiana Futsal    |
| 22ª    | 2008 | Capela Futsal       | Itabaiana Futsal    |
| 23ª    | 2009 | Real Moitense       | Internacional       |
| 24ª    | 2010 | Real Moitense       | —                   |
| 25ª    | 2011 | Ajax Aracaju        | Lagarto             |
| 26ª    | 2012 | Lagarto             | Itaporanga          |
| 27ª    | 2013 | Real Moitense       | Rio Branco[i]       |
| 28ª    | 2014 | Real Moitense       | Fugase              |
| 29ª    | 2015 | Real Moitense       | Aracaju             |
| 30ª    | 2016 | Real Moitense       | Capela Futsal       |
| 31ª    | 2017 | Real Moitense       | Educar Futsal       |
| 32ª    | 2018 | Itaporanga          | Real Moitense       |
| 33ª    | 2019 | Itaporanga          |                     |
| 34ª    | 2020 | Itaporanga          |                     |
| 35ª    | 2021 | Itaporanga          | Canindé             |
| 36ª    | 2022 | Lagarto             | Educar Futsal       |
| 37ª    | 2023 | Ribeirópolis        | Lagarto             |

- i. ^  O Lagarto desistiu de participar do campeonato após confusão nas duas partidas das finais, devido a isso o clube fechou as portas e o Rio Branco foi considerado o vice campeão na edição de 2013 .

### Títulos por clube
| Clube               | Títulos                                                                | Vices    |
| ------------------- | ---------------------------------------------------------------------- | -------- |
| Real Moitense       | 11 (2004, 2005, 2006, 2007, 2009, 2010, 2013, 2014, 2015, 2016 e 2017) | 1 (2018) |
| Coritiba-SE         | 7 (1993,1994,1995,1996,1997,1998 e 1999)                               | 0        |
| Confiança           | 6 (1988, 1989, 1991,1992,2001 e 2008)                                  | 1 (1990) |
| Itaporanga          | 4 (2018, 2019, 2020 e 2021)                                            | 1 (2012) |
| Lagarto             | 2 (2012 e 2022)                                                        | 1 (2023) |
| Palmeiras de Gararu | 2 (2002 e 2003)                                                        | 1 (2000) |
| União de Simão Dias | 1 (2000)                                                               | 0        |
| Atlética            | 1 (1971)                                                               | 0        |
| Ajax                | 1 (2011)                                                               | 0        |
| Ribeirópolis        | 1 (2023)                                                               | 0        |